# Zygentoma
Zygentoma zijn een orde van insecten. Wereldwijd omvat deze orde ongeveer 550 soorten. Tot de Zygentoma behoren onder andere de zilvervisjes en de ovenvisjes. Een opvallend kenmerk van de groep is de drie lange caudale filamenten. De twee laterale filamenten zijn cerci en de mediale is een verlenging van de appendix dorsalis. In dit opzicht lijken ze op Microcoryphia, hoewel de cerci van Zygentoma langer zijn.
Tot het einde van de twintigste eeuw werden de Zygentoma (franjestaarten) beschouwd als een onderorde van de Thysanura, totdat werd ontdekt dat de orde Thysanura parafyletisch was. De twee groepen worden sindsdien gezien als onafhankelijke monofyletische orden. Archaeognatha, waartoe de Zygentoma behoren, vormt een zustergroep van de Dicondylia.

## Families
De volgende families zijn bij de orde ingedeeld:
- Ateluridae Remington, 1954
- Lepidotrichidae Wygodzinsky, 1961
- Lepismatidae Latreille, 1802
- Maindroniidae Escherich, 1905
- Nicoletiidae Escherich, 1905
- Protrinemuridae Mendes, 1988
- Carbotripluridae  † Kluge, 1996